# Rejon łozowski
Rejon łozowski (ukr. Лозівський район) – rejon na Ukrainie, w obwodzie charkowskim, z siedzibą w Łozowej. Jego powierzchnia wynosi 4027,1 km², zaś liczba ludności wynosi 147 tys. osób.
Na terenie rejonu znajduje się 5 hromad:
- 2 miejskie:
  - Łozowa(inne języki)
  - Perwomajski(inne języki)
- 1 sełyszczna(inne języki):
  - Błyzniuky(inne języki)
- 2 wiejskie:
  - Bieljajiwka(inne języki)
  - Ołeksijiwka(inne języki)

Rejon został utworzony 19 lipca 2020 roku decyzją Rady Najwyższej z 17 lipca 2020 roku o przeprowadzeniu reformy administracyjno-terytorialnej Ukrainy. W jego skład weszły dotychczasowe rejony:
- rejon łozowski
- rejon błyzniukiwski
- rejon perwomajski

- Perwomajski (dotychczas miasto wydzielone)
- Łozowa (dotychczas miasto wydzielone)